# An Ideal for Living
An Ideal for Living је први ЕП енглеског пост-панк бенда Joy Division. Издат је 3. јуна 1978. од стране властите издавачке издавачке куће Енигма, убрзо након што је група промјенила име из Варшава.

## Позадина
Све нумере су снимљене у Pennine Sounds Studios-у у Олдаму 14. децембра 1977. Снимке је сам финансирао бенд, уз буџет од 400 фунти. Издање одражава ране панк утицаје бенда, за разлику од пост-панк стила који су касније развили. У интервјуу за магазин Uncut 2001. године, бубњар Стивен Морис је изјавио да је бенд приликом снимања ЕП-а тражио од инжењера да бубњеви звуче као „Speed of Life“, уводна нумера на албуму "Low" Дејвида Боувија из 1977. Low је имао јединствен звук бубња који је постао широко опонашан након његовог објављивања, иако је продуцент Тони Висцонти одбијао да објасни како је то направио дуги низ година.

### Омот
На омоту налази се црно-бијела слика плавокосог члана Хитлерјугенда који удара у бубањ, коју је нацртао гитариста Бернард Самнер (на рукаву постера звани "Бернард Албрехт") и речи "Joy! Division" штампане blackletter фонтом. Дизајн омота, заједно са природом имена бенда, подстакао је контроверзу око тога да ли бенд има нацистичке симпатије. Када је ЕП поново објављен на 12-инчном винилу, оригинални омот је замијењен ујметничким делом са скелом.

## Објављивање и одзив
7-инчна верзија ЕПа објављена је у јуну од стране властите изавачке куће Енигма, која је распродата до септембра, а затим је услиједила верзија од 12 инча 10. октобра на сопственој издавачкој кући Anonymous Records.
Све четири пјесме су поново објављене на компилацији синглова Substance из 1988. Ремастеровану верзију ЕП-а поново је издао Rhino Entertainment како би се поклопио са Даном продавнице плоча 2014.

### Наслијеђе
У ретроспективној рецензији, Дејвид Клири из AllMusic-а написао је да су „квалитет звука и продукцијске вриједности на овом издању изузетно примитивни“, док је издање описао као „благо занимљив, ако не и одличан ЕП“. Такође је примјетио да је поновним објављивањем пјесама „Warsaw” и „Leaders of Men” на албуму са раритетима Substance (друга два су првобитно била укључена само на CD-у и касетама на албуму), потреба непоколебљивих фанова Joy Divisiona-а за добијањем овог ЕП-а се значајно смањила.
Trouser Press је описао ЕП као „вјешт, али прилично изузетан“ и примјетио снажан утицај Боувијеве музике на бенд.
ЕП је касније инспирисао сингл "A Design for Life" бенда Manic Street Preachers.

## Списак пјесама
| №               | Назив           | Трајање |  |
| 1.              | Warsaw          | 2:26    |  |
| 2.              | No Love Lost    | 3:42    |  |
| 3.              | Leaders of Men  | 2:34    |  |
| 4.              | Failures        | 3:44    |  |
| Укупно трајање: | Укупно трајање: | 12:47   |  |